# سرزنش خورشید
سرزنش خورشید (ایتالیایی: Colpa del sole) یک فیلم به کارگردانی آلبرتو موراویا است که در سال ۱۹۵۱ منتشر شد.